# De drie zussen Minkelsönn
De drie zussen Minkelsönn is het eerste stripalbum uit de Thorgal-parallelreeks De werelden van Thorgal: De jonge jaren van Thorgal. De strip werd voor het eerst uitgegeven bij Le Lombard in 2013. Het album is getekend door Roman Surzhenko met scenario van Yann.

## Het verhaal
In dit verhaal is Thorgal ongeveer 13 jaar. Bij de Noord-Vikingen is sprake van een zeer strenge winter en er heerst honger nu de mannen van het dorp op strooptocht zijn. De dorpelingen zijn ten einde raad en willen de Goden gunstig stemmen door een mensenoffer te plegen. De Skald Thorgal die toch maar een wees is, komt hiervoor als eerste in aanmerking. Hierulf-De-Denker verhindert dit plan echter. 
In de tussentijd arriveren er drie bijzondere walvissen in de baai die telepathisch contact opnemen met Thorgal. Ze vertellen hem dat zij in werkelijkheid de drie zusters Minkelsönn zijn. Zij waren oorspronkelijk alle drie zo uitzonderlijk knap dat zij de aandacht trokken van Loki die hun wilde verleiden. Zij bezweken niet voor zijn avances en als wraak overreedde hij de godin Frigg hen in walvissen te veranderen. Alleen Thorgal kan hun betovering verbreken omdat hij afkomstig is van de sterren. De dorpelingen willen echter de walvissen vangen. 
Hierulf weet hun daarvan te weerhouden en Thorgal moet op zoek naar 'Thors aambeeld' waar een grot is die naar de drie Nornen voert die hem kunnen helpen de vloek op te heffen. 

## Achtergrond
Met deze verhaallijn wilde scenarist Yann de albums uit de hoofdreeks De ijskoningin en Het sterrenkind met elkaar verbinden. Hij verdiepte zich ook in de Noorse folklore en inspireerde zich op een bestaande legende voor de verhaallijn over de betoverde walvissen.